# Ленинградский (Самарская область)
Ленингра́дский — посёлок в Алексеевском районе Самарской области. Входит в состав сельского поселения Алексеевка.

## География
Посёлок находится на левом берегу реки Чапаевка, на расстоянии 18 км к юго-западу от села Алексеевка, административного центра района.

## Население
| 1986 | 2002 | 2010 | 2014 | 2015 |
| ---- | ---- | ---- | ---- | ---- |
| 199  | ↗210 | ↘199 | ↘172 | ↘168 |

### Национальный состав
Согласно результатам переписи 2002 года, в национальной структуре населения русские составляли 87 % из 210 чел.